# 円通寺 (堺市)

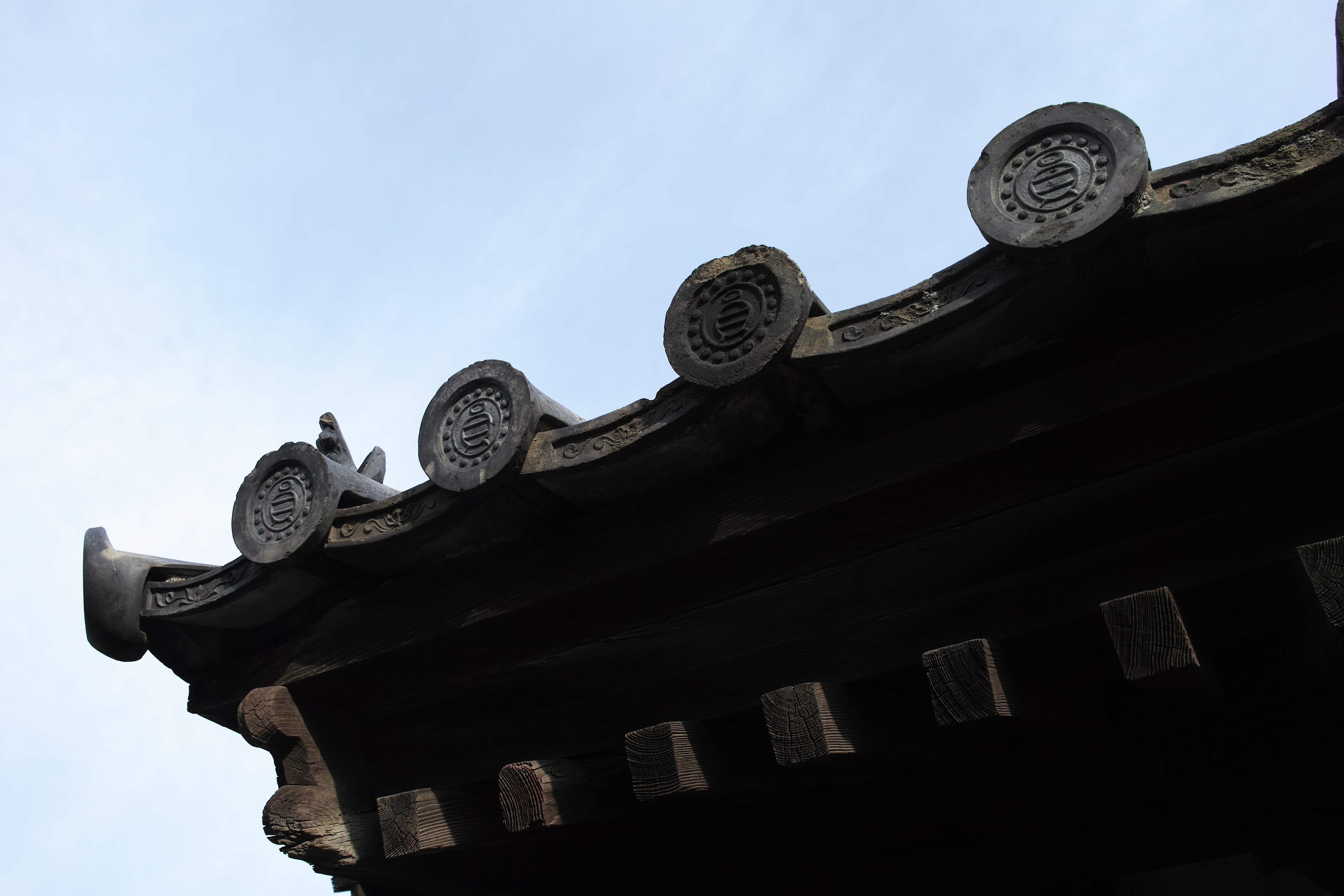
円通寺の軒瓦

円通寺（えんつうじ）は、堺市北区にある高野山真言宗の寺院。

## 沿革
行基が開山した無本寺であったが、元禄4年（1691年）に高野山真別所の末寺となった。
足利尊氏が祈願所としたとする証文も残っている。
今井宗久書札留によると「圓通寺 衆僧五、六十人あり 寺領百石斗あり」との記載がある。
現在は、小さな堂宇のみが残っているが、かつては大きな敷地を持つ寺だったようである。「古は、二十坊を存せしという」「境内は二七四坪を有し、本堂・庫裏を存す」とある。
無住の寺であるため、近くの光明院が兼務している。

## 文化財

### 重要文化財

#### 観音菩薩立像
かつて円通寺に客仏として安置されていたが、現在は堺市の所有になっている（堺市博物館保管）。
一木造で像高は74.0cm。用材は白檀（びゃくだん）と鑑定されており、日本に伝存する檀像（だんぞう）としては最古に属する。檀像とは、本来は香木の白檀を用いて作った仏像を指すが、日本ではカヤ等の代用材を用いた像のことも檀像と呼んでおり、木目の美しさを生かすため、目、唇等以外には彩色を施さないのが通例である。本像は両肩から先と、両足先を欠失する。頭部の大きなプロポーション、扁平な肉付け、腹を突き出し気味に直立するポーズなどは古様で、制作時期は飛鳥時代、7世紀後半と推定される。
平成2年（1990年）6月29日、重要文化財に指定された。 

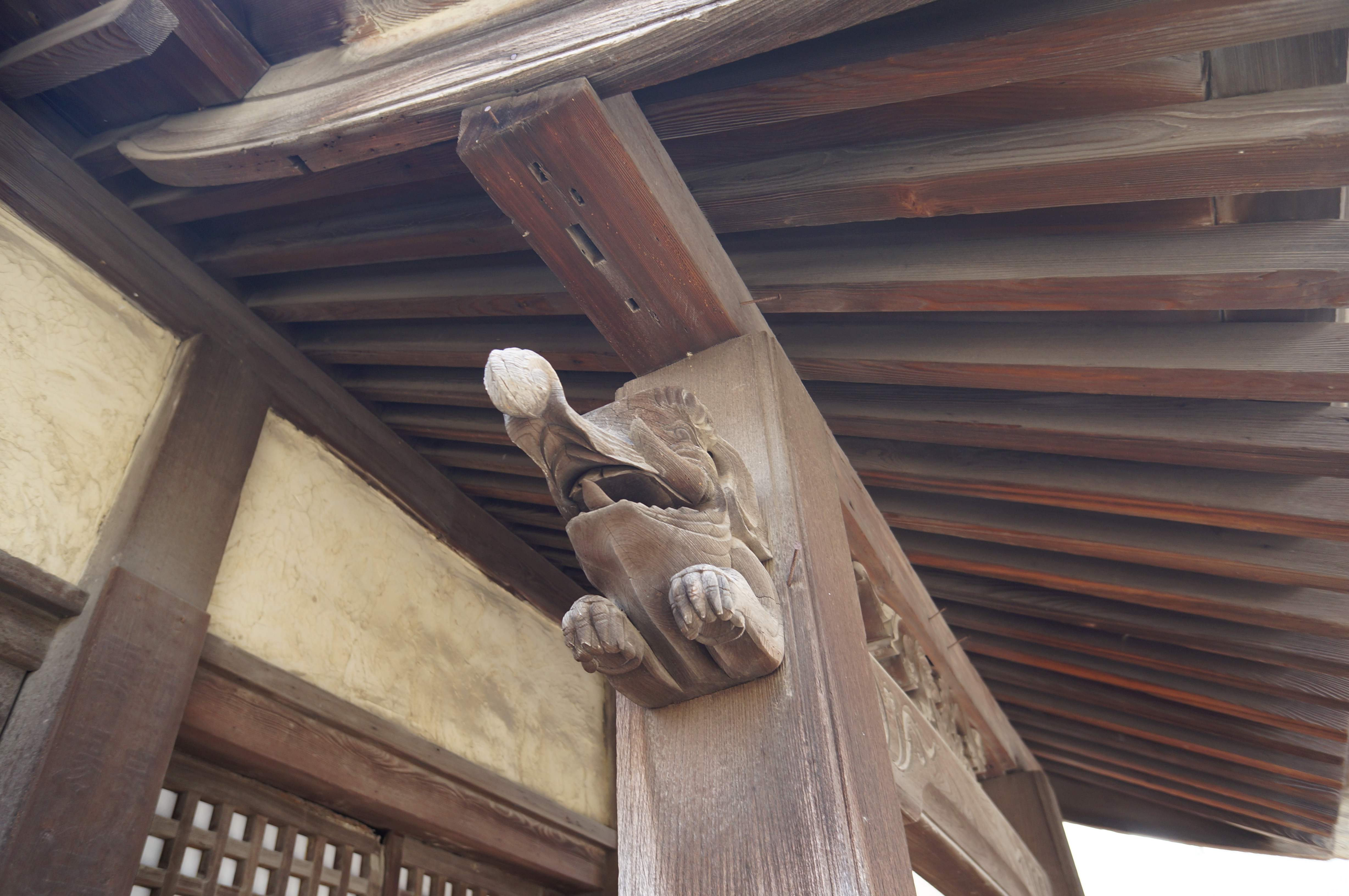
円通寺伽藍の象鼻